# Hans-Georg Kuhn
Hans-Georg Kuhn (* 20. Januar 1924 in Schwedt; † 9. Mai 2018 in Hamburg) war ein deutscher Gewerkschafter, Politiker der CDU und Mitglied der Hamburgischen Bürgerschaft.

## Leben
Kuhn begann im Jahre 1949 seine Tätigkeit als hauptamtlich Beschäftigter der Deutschen Angestellten-Gewerkschaft (DAG) 2001 ver.di, ab 1954 in der Hauptabteilung Organisation und Werbung. In der Zeit von 1963 bis 1987 war Hans-Georg Kuhn Mitglied des DAG-Bundesvorstands, zuständig für das Ressort Werbung und Betreuung.
Er trat 1954 der CDU bei und war von 1968 bis 1990 stellvertretender Landesvorsitzenden der CDU Hamburg und von 1968 bis 1993 auch Landesvorsitzender der Christlich-Demokratischen Arbeitnehmerschaft in der Hansestadt.
Von 1970 bis 1993 saß er für die CDU in der Hamburgischen Bürgerschaft. Dort war er für seine Fraktion unter anderem im Ausschuss für Hafen, Wirtschaft und Landwirtschaft sowie während der gesamten Dauer seiner Parlamentstätigkeit im Ausschuss für Arbeit und Soziales. Er setzte sich dort vor allem für die Interessen der Arbeitnehmer ein.
Der CDU-Landeschef Dirk Fischer sagte anlässlich des 80. Geburtstages Kuhns, er habe „entscheidend dazu beigetragen, die CDU in der Hansestadt zu einer modernen, mitgliederstarken und erfolgreichen Großstadtpartei zu formen“. Die Beerdigung fand in Hamburg auf dem Friedhof Bergstedt statt.

## Ehrung
- 1994  Großen Verdienstkreuz des Verdienstordens der Bundesrepublik Deutschland.[1]